# Moto Guzzi C4V
La Moto Guzzi C4V è stata una motocicletta da corsa prodotta dalla casa motociclistica Moto Guzzi tra il 1924 ed il 1927, e nelle versioni da essa derivate 4VTT e 4VSS fino al 1933. Fu il primo veicolo della Casa dell’Aquila (ed italiano più in generale) ad imporsi come diretta concorrente dei veicoli inglesi classe 500, che fino ad allora detenevano il monopolio delle principali competizioni europee.

## Storia
La Moto Guzzi C4V (acronimo di Corsa 4 Valvole) derivò dalla necessità di rimpiazzare la C2V (Corsa 2 Valvole) del 1923, che nonostante le sue eccellenti doti prestazionali non era più in grado di rivaleggiare con le motociclette rivali, che da semplici derivazioni dei modelli di serie si erano trasformate in macchine create appositamente per le competizioni.
Carlo Guzzi decise quindi di rispolverare il propulsore del suo primo prototipo, la G.P. 500, dimostratosi molto prestazionale per i canoni dell’epoca ed accantonato solamente per motivi di costi di produzione; il motore, quindi, opportunamente aggiornato in vari dettagli arrivando ad erogare 22 CV e montato su un telaio che differiva in pochi particolari rispetto ai suoi predecessori, si dimostrò subito come carta vincente della Casa di Mandello: i primi tre modelli di C4V, schierati alla partenza della IV edizione del massacrante Circuito del Lario, ottennero una clamorosa affermazione, cogliendo il primo posto con Pietro Ghersi, il secondo ed il quarto.
Dopo varie partecipazioni (ed altrettante vittorie) a diverse competizioni si decise di schierare tre C4V migliorate nella telaistica alla prima edizione del Campionato d’Europa, svoltosi all’Autodromo di Monza nel settembre del 1924: il grandioso successo delle tre Guzzi, che si aggiudicarono il primo posto con Guido Mentasti, il secondo con Erminio Visioli ed il quinto con Pietro Ghersi, dimostrò che la giovane industria motociclistica italiana era in grado di rivaleggiare con principali marche straniere, quelle inglesi in particolare, forti della loro decennale esperienza in questo settore.
Poche settimane dopo il successo della C4V venne bissato da Pietro Ghersi, portandola alla vittoria al Gran Premio di Germania disputato sull’Autodromo berlinese dell’AVUS, e per l’inverno la moto aveva già battuto diversi primati mondiali sulle medie e sulle lunghe distanze (130 km/h di media sugli 800 km e 149 km/h sui 100 km), classificandosi come una delle mezzo litro più veloci del mondo, che grazie ad incessanti migliorie era arrivata a disporre di 30 CV, sufficienti a superare i 160 orari.
Non passò però molto tempo prima che anche la C4V accusasse i primi sintomi del trascorrere degli anni, sempre meno in grado di concorrere nelle competizioni d’alto livello, nonostante le continue evoluzioni del motore: ciò fu dovuto alla mancanza di un adeguato sviluppo del veicolo, rimasto equipaggiato dopo quasi nove anni ancora con il vetusto cambio a marce comandato a mano e col telaio rigido posteriormente, e si decise quindi di puntare sulla classe 250, lasciando la classe delle mezzo litro senza un adeguato sviluppo fino al 1933, anno della discesa in campo della 500 Bicilindrica: l’ultima comparsa ufficiale avvenne nel 1932 alla Milano-Napoli, dove con un modello equipaggiato con due carburatori a vaschetta unica, sprigionante 32 CV e con velocità di 170 all’ora, Carlo Fumagalli vinse alla media di oltre 93 chilometri orari, dopodiché fu ufficialmente radiata.
La C4V venne quindi commercializzata presso i corridori privati per continuare la sua produzione, dato che era ancora pienamente in grado di gareggiare nelle competizioni minori: inizialmente venduta al pubblico per 12.300 LIT e prodotta dal 1924 al 1927, fu poi derivata nelle versioni 4V TT e 4V SS ed ebbe vita lunga, venendo commercializzata fino al 1933; in totale vennero costruite 486 esemplari nelle tre derivazioni, C4V, 4V TT e 4V SS.

## Tecnica
Il motore della C4V ricalca in molte sue parti quello del prototipo G.P. 500 costruito nel 1920, tra cui le quattro valvole in testa comandate tramite un singolo albero a camme anch’esso in testa, a sua volta azionato tramite un alberello e coppie coniche; opportunamente aggiornato nella cartella della distribuzione, allargata per meglio contenere la coppia conica inferiore, nel cilindro, nel basamento (meccanica) e nella testata; il castello della distribuzione, racchiudente la coppia conica superiore e l’albero a camme, è in alluminio e lubrificato sotto pressione.
Le quattro valvole, parallele a due a due ma inclinate tra loro, sono richiamate tramite singole molle a spillo; per facilitare l’avviamento è presente il comando alzavalvole.
Il singolo carburatore Amac da 28,5 mm ha il condotto di aspirazione a gomito che si sdoppia subito prima della congiunzione con la testa; presenti due tubi di scarico, uno per lato.
Grazie alle migliori caratteristiche antidetonanti delle benzine utilizzate in quel periodo, ed al permesso dei regolamenti sportivi dell’utilizzo di miscele additivate al benzolo ed altri composti, fu possibile aumentare il rapporto di compressione, arrivando così a 6:1, sufficiente per l’ottenimento di 22 CV a 5.500 giri/min.
Il telaio non differisce molto dai modelli precedenti, sono presenti piccole differenze solamente per l’alloggiamento del motore di ingombro diverso, mentre la forcella, a parallelogramma, è munita di un grosso ammortizzatore a compasso regolabile.
La ruota anteriore è equipaggiata con un freno a cerchietto, mentre quella posteriore ha il classico tamburo, ma per alcune competizioni a certi modelli fu applicato il cerchietto anche posteriormente.
Il peso complessivo della macchina è di circa 130 kg, complice anche il sensibile aumento di dimensioni del serbatoio dell’olio, posto sopra quello della benzina, caratteristica che la Guzzi mantenne per moltissimi anni.
Le versioni derivate dalla C4V, la 4VTT e la 4VSS, sono le dirette derivazioni della macchina ufficiale che nel 1926 trionfò sul Circuito del Lario con Ghersi, equipaggiata per la prima volta con comando dell’acceleratore a manopola e frenasterzo, nonché di un singolare manubrio composto da una balestra a nove foglie.

### 4VTT
La 4VTT, prodotta dal 1927 al 1929, ha l’albero motore in acciaio al nichel, e la testa di biella montata su rullini anziché le classiche bronzine (la prima volta su delle Guzzi 500), le valvole in acciaio al cromo-wolframio e la testa del cilindro in bronzo invece della ghisa, per ottenere una maggior conducibilità termica rispetto a quest’ultima.
Differente anche il telaio, rifatto nella parte superiore utilizzando due tubi che dallo sterzo si congiungono alla sella, e nella forcella anteriore, alla quale sono state aggiunte due molle a trazione in opposizione al mollone centrale lavorante a compressione; particolare la differenza di sezioni di vari elementi del telaio, ottenuti infilando tubi di diametro decrescente l’uno dentro l’altro.
Completano il tutto i freni a tamburo su entrambe le ruote, il serbatoio dell’olio posizionato anteriormente sotto quello della benzina, pedane arretrate, una piccola cassetta porta attrezzi sopra il serbatoio dell’olio e gomme da 27” x 3.00.
Erogante 27 CV, figurava a listino al prezzo di 8.900 LIT.

### 4VSS
La 4VSS, prodotta dal 1928 al 1933, differisce solamente in piccole migliorie del propulsore, il quale produce 30 CV, e come la C4V ha il serbatoio dell’olio sopra quello della benzina, con borsetta di cuoio per gli attrezzi fissata vicino alla catena della trasmissione finale, sulla destra.
Montante anch’essa la testa in bronzo, fu sostituita però nel 1930 da una in ghisa; presente a listino al prezzo di 9.600 LIT, scese poi a 7.950, mentre con un supplemento di 1.000 LIT era previsto l’impianto elettrico Bosch con magnete-dinamo.